# Chasmias masanderanicus
Chasmias masanderanicus là một loài tò vò trong họ Ichneumonidae.